# Trabrennbahn Karlshorst

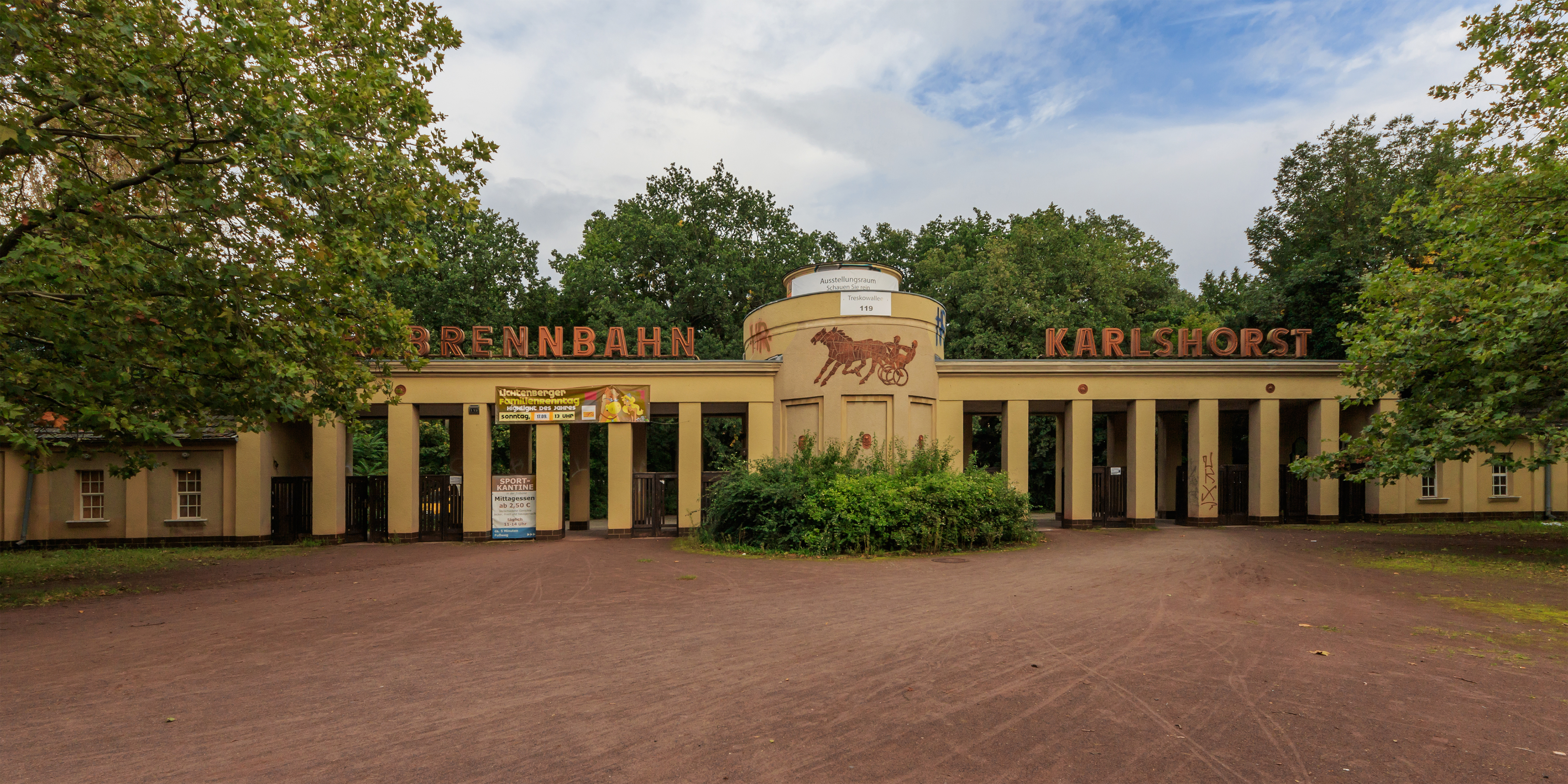
Nordeingang zum Gelände der Trabrennbahn

Die Trabrennbahn Karlshorst ist eine historische 37 Hektar große Anlage für Pferderennen im Ortsteil Karlshorst des Berliner Bezirks Lichtenberg. Sie liegt an der Treskowallee in der Nähe des S-Bahnhofs Karlshorst. Die Rennbahn ist nach dem Vorwerk Karlshorst die älteste Ansiedlung auf dem Gebiet des heutigen Karlshorst. Sie wird vom Pferdesportpark Berlin-Karlshorst e. V. als Pferdesportpark, Sport- und Veranstaltungsstätte betrieben.

## Geschichte

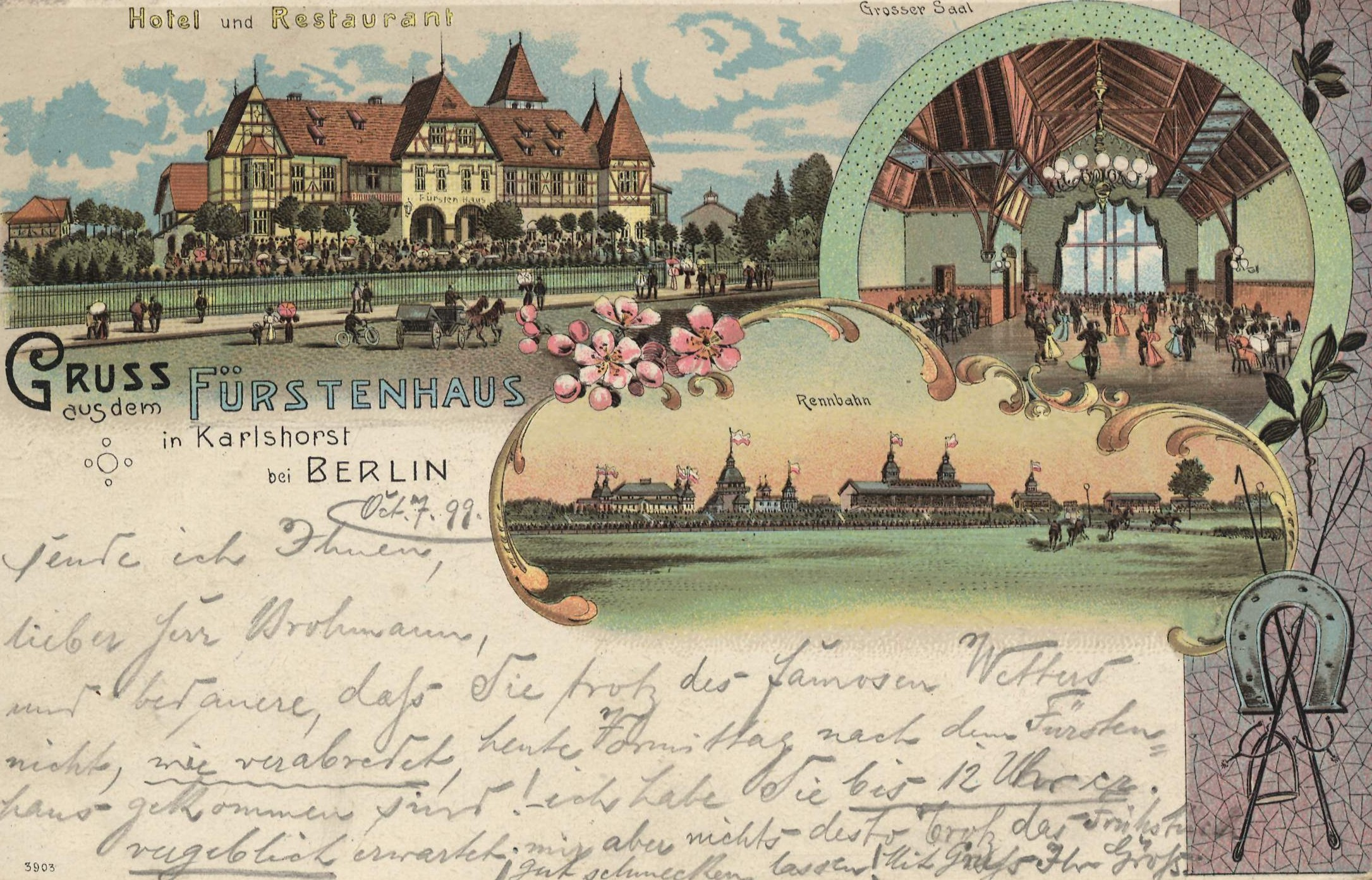
Trabrennbahn (hier noch als Hindernisrennbahn) und Hotel „Fürstenhaus“ (1899)

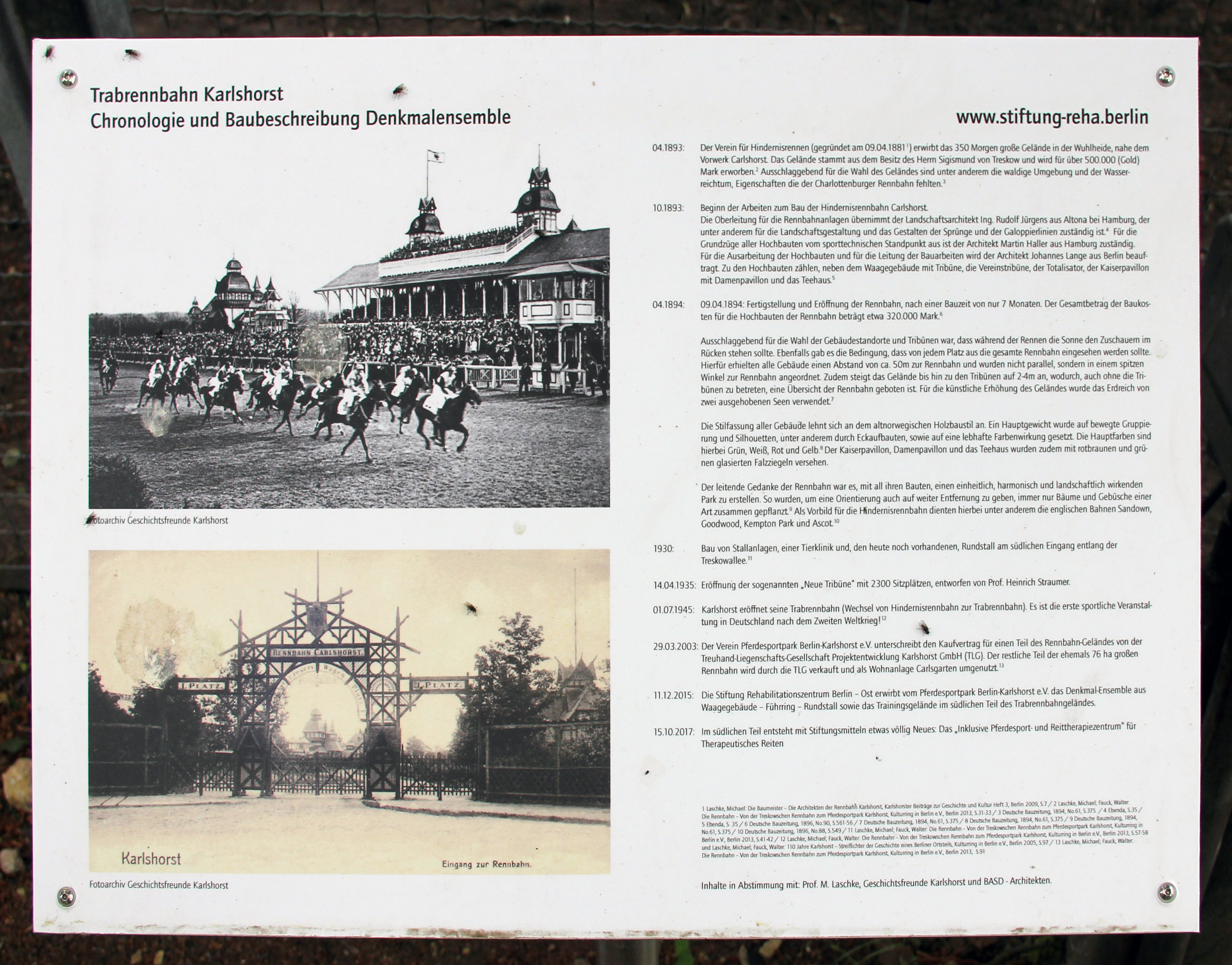
Gedenktafel, Treskowallee 159, in Berlin-Karlshorst

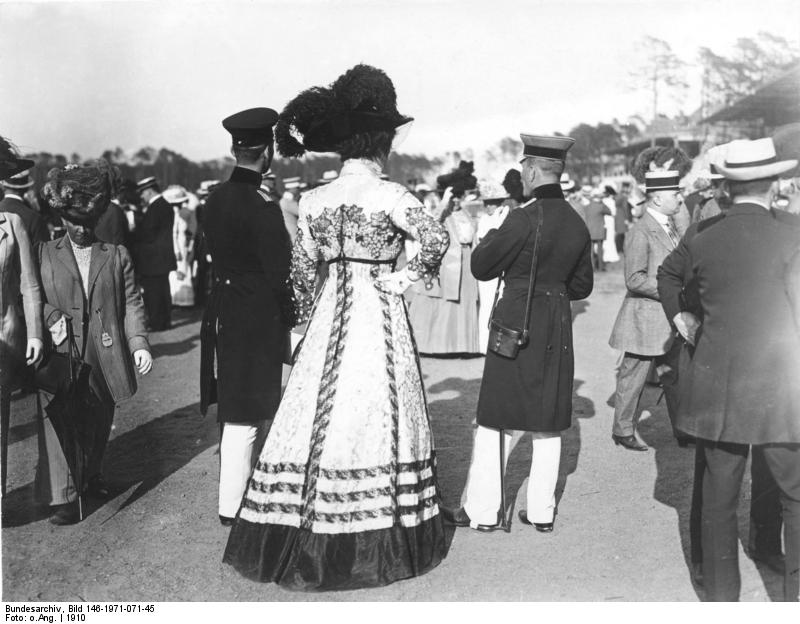
Besucher auf der Pferderennbahn in Karlshorst (1910)

### 19. Jahrhundert bis April 1945
Auf dem nahen Vorwerk Carlshorst wurde schon seit 1862 nach dem Vorbild einer englischen Steeplechase das traditionsreiche Große Preußische Armee-Jagd-Rennen durchgeführt. Dahinter stand die Initiative des späteren Generals der Kavallerie und damaligen Flügeladjutanten von König Wilhelm von Preußen Alfred Bonaventura von Rauch zusammen mit Rittmeister Christian Prinz zu Schleswig-Holstein und Leutnant Ottokar Graf von Wilamowitz-Moellendorff. Die hierfür genutzte Rennbahn diente auch als Ausweichparcours für die in Westend vorhandene Hindernisbahn. So fand in Karlshorst 1884 das erste öffentliche Pferderennen statt.
Die eigentliche Rennbahn Karlshorst entstand gegen Ende des 19. Jahrhunderts auf einem etwa 1,2 Quadratkilometer großen Gelände, das der Gutsbesitzer Sigismund von Treskow im Jahr 1893 für 500.000 Mark an den Verein für Hindernisrennen verkaufte. Der Verein musste wegen eines auslaufenden Pachtvertrages seine Rennbahn in Westend aufgeben. Nach Plänen der Architekten Johannes Lange (Hochbauten), Rudolph Jürgens (Landschaftsanlagen) und Martin Haller (sporttechnische Gestaltung) entstand 1893/1894 die  Galopprennbahn für Hindernis- oder Jagdrennen mit Holztribünen, Restauration, Ställen und Trainierbahnen, die am 9. Mai 1894 eröffnet wurde. Im Jahr 1895 wurde der Bahnhof Carlshorst in Betrieb genommen und eigens für die Rennbahnbesucher ein sechsgleisiger Kopfbahnhof neben dem Vorortbahnsteig errichtet (unter Denkmalschutz). 1935 wurde die von Heinrich Straumer entworfene Tribüne mit 2300 Sitzplätzen eingeweiht.
Auf dem Gelände befindet sich ein Denkmal für die im Ersten Weltkrieg gefallenen 97 Herrenreiter (Amateur-Rennreiter) und 20 Berufsreiter der Rennbahn, das von Willibald Fritsch entworfen und 1925 in Anwesenheit von Reichspräsident Paul von Hindenburg eingeweiht wurde. Unweit des Denkmals erinnert eine im Boden eingelassene Granittafel an König Midas, ein erfolgreiches Rennpferd vom Anfang der 1920er Jahre.

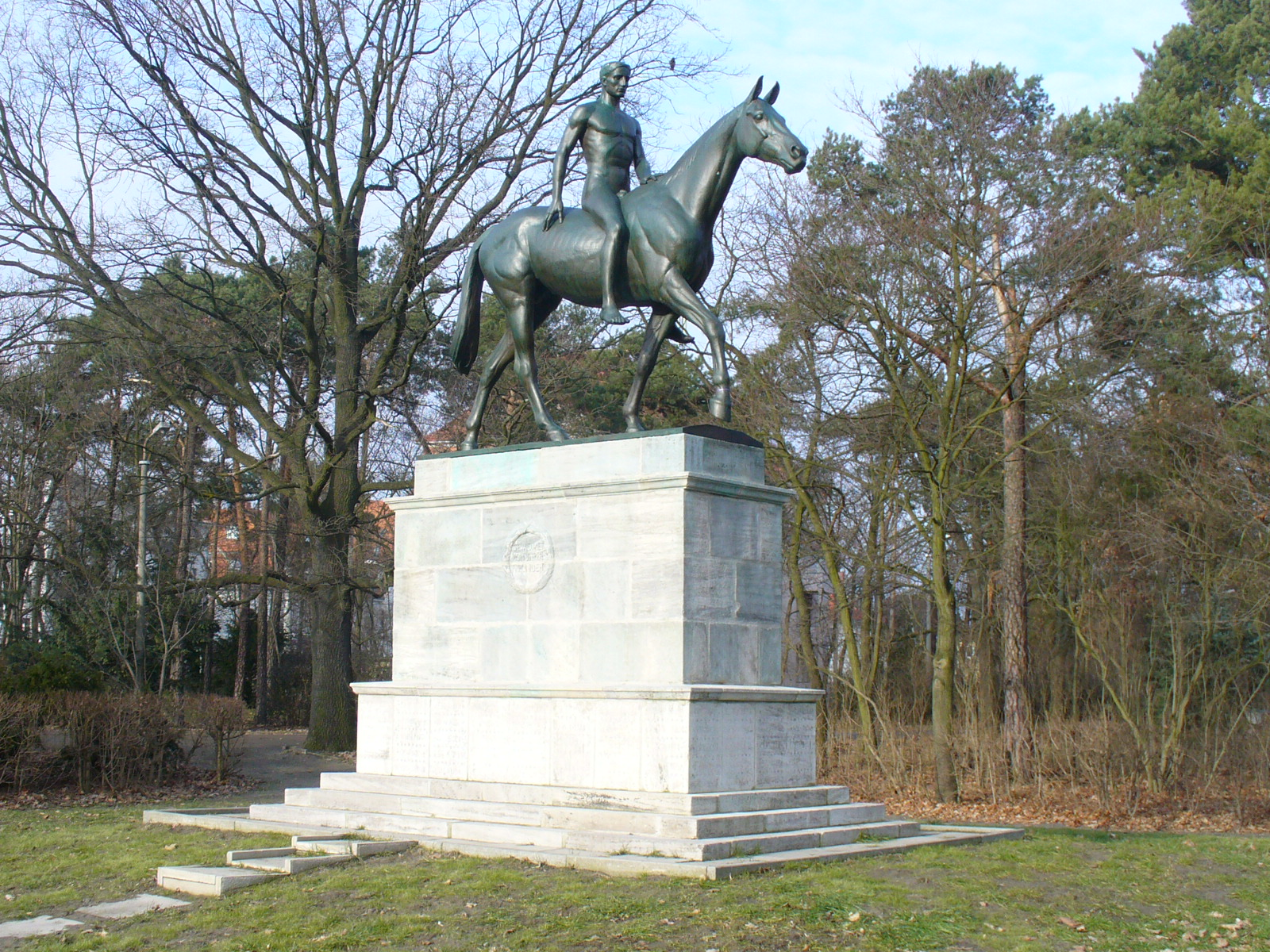
Reiterdenkmal von Willibald Fritsch (1925)

### Nach dem Zweiten Weltkrieg bis Ende der 1990er Jahre
Da die Trabrennbahn Mariendorf 1945 noch nicht wieder zur Verfügung stand, fand das erste Nachkriegs-Trabrennen in Berlin am 1. Juli 1945 mit etwa 50.000 Besuchern in Karlshorst statt. Die Anlage wurde danach auf Anordnung des sowjetischen Stadtkommandanten Generaloberst Bersarin zur Trabrennbahn umgebaut und flächenmäßig etwa auf das Doppelte vergrößert. Das erste Geläuf war eine Grasnarbe über 1600 m, später mit Schotter als Untergrund. In den Jahren 1984/1985 wurde die Bahn zum heutigen Zustand mit 1200 m internationalem Geläuf umgebaut. Während der deutschen Teilung war dies die einzige Trabrennbahn in der DDR. Sie wurde vom Volkseigenen Betrieb Trabergestüte und Trabrennbahn betrieben, der zuletzt Teil des Kombinats Tierzucht war. Während des ganzen Jahres fanden zweimal wöchentlich Rennen statt.
Nach der Wiedervereinigung verpachtete die Treuhandanstalt die Reitsportanlage Karlshorst an den Trabrennverein Mariendorf (TVM), der bereits die Trabrennbahn Mariendorf verwaltete. Dadurch gab es vier Renntage pro Woche, zwei auf jeder Bahn.

### Seit den 2000er Jahren
Durch den wirtschaftlichen Niedergang des Pferderennsports Anfang der 2000er Jahre zog sich der TVM zurück. Im Jahr 2004 wurde das Rennbahngelände Karlshorst zum Verkauf ausgeschrieben. Nachdem die TLG Immobilien, eine Nachfolgeeinrichtung der Treuhandanstalt, das Areal geteilt hatte, konnte die eine Hälfte an den neu gegründeten Pferdesportpark Berlin-Karlshorst e. V. und die andere Hälfte als Bauland verkauft werden. Das Bauland entstand durch Abriss einiger Stallgebäude, des Casinos und der Reithalle und ist inzwischen weitestgehend mit Ein- und Mehrfamilienhäusern bebaut, die den Siedlungsbereich Carlsgarten bilden.
Das verbliebene Areal von circa 37 ha wird engagiert vom Verein betreut. Die Erfolge der Arbeit zeigten sich in steigenden Besucherzahlen, in steigenden Wettumsätzen und dem Auftreten von Sponsoren. Das Konzept war von Anfang an „volksnah“ und auf die Masse der Besucher ausgerichtet. So kann man zum Beispiel für wenig Geld Anteile an Rennpferden erwerben und so zu einem Bruchteil der Kosten Mitbesitzer werden. Es existiert eine Fahrschule für Traber, in der jedermann Unterricht nehmen kann. Neben den regelmäßigen wöchentlichen Renntagen gab es im Herbst 2007 eine Großveranstaltung mit über 30 römischen Kampfwagen, Legionären und Ben Hur. Das wichtigste Rennen im Jahr ist das Bersarin-Erinnerungsrennen. Der Verein setzt alle Kraft daran, die Trabrennbahn auch für Großveranstaltungen attraktiv zu machen. Hierfür sind unter anderem die Deutsch-Russischen Festtage ein Vorzeigeprojekt geworden, das im Jahr 2008 mehr als 110.000 Besucher hatte.

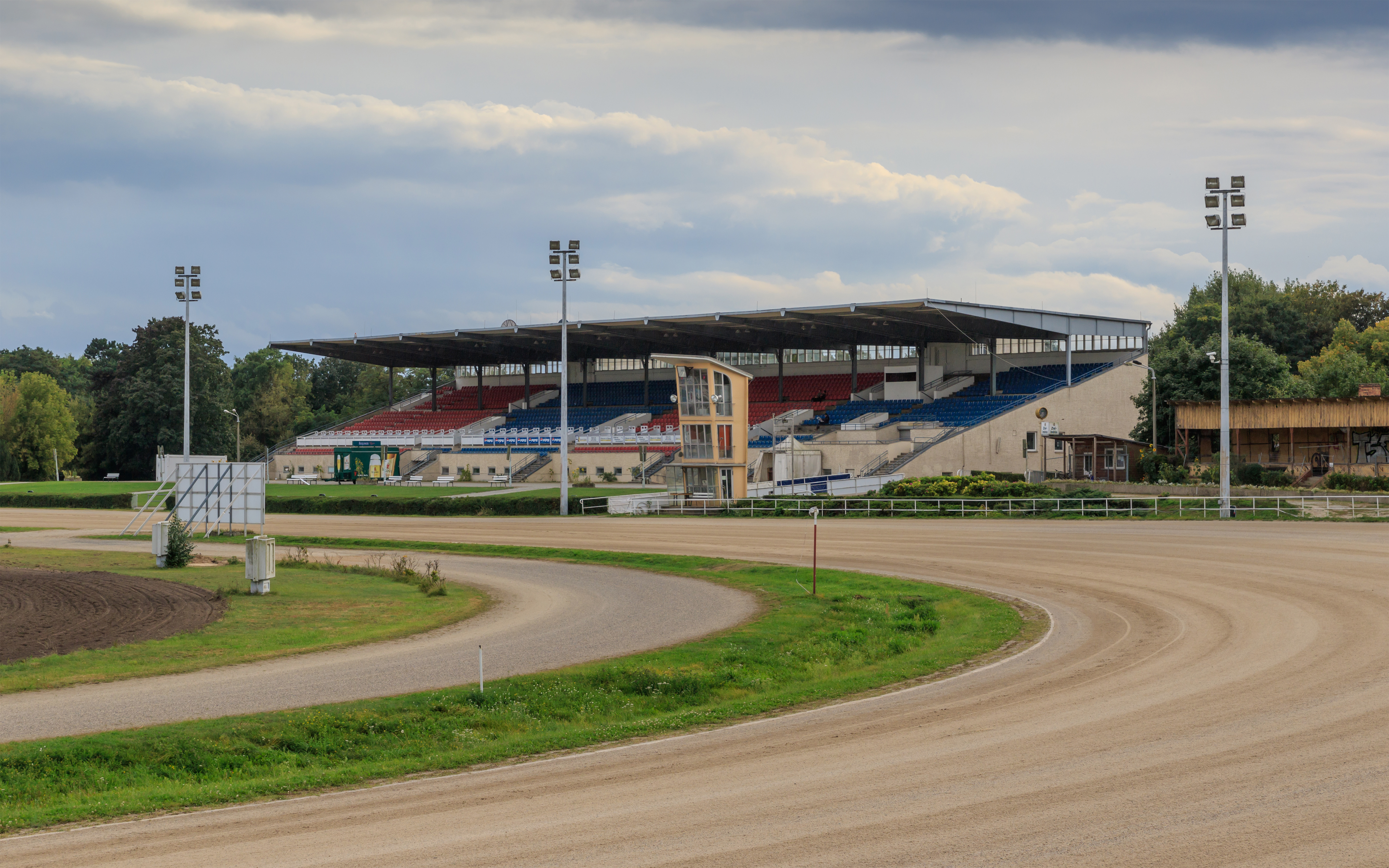
Tribüne der Trabrennbahn

Eine dauerhafte Sicherung des Rennbetriebs durch Ansiedlung der Berliner Polizeireiterstaffel in Karlshorst bahnte sich 2009 an, als ein Mietvertrag mit der Bundespolizei konkret verhandelt wurde. Kurzfristig ist der mögliche Standort für die Reiterstaffel jedoch nach Stahnsdorf verlegt worden, und das denkmalgeschützte Karlshorster Gelände hat seitdem mit großen finanziellen Problemen zu kämpfen. Der weitere Betrieb der Rennbahn wurde auch durch französische Trabrennfreunde gesichert: Ein französischer Wettanbieter investierte in die Rennen am Mittwoch, die live im französischen Fernsehen übertragen wurden. Die Mittwochsrennen wurden jedoch 2020 eingestellt.
Ein im März 2011 angestoßenes Wirtschaftsförderungsprojekt, zu je 50 Prozent aus Mitteln des EU-Fonds für regionale Entwicklung und der Gemeinschaftsaufgabe Verbesserung der regionalen Struktur (mit jährlich etwa 100.000 Euro) finanziert, soll nun den Pferdesportpark auf eine breite Basis stellen, um den langfristigen Erhalt zu sichern. Die Gewinnung von Investoren, die infrastrukturelle Entwicklung des Geländes samt dem Bau einer Reithalle, eines Pferdehofs, eines Jugendhotels mit möglichst autarker Energieversorgung durch eine Biogasanlage stehen auf der Agenda des Projektteams.
2016 erwarb die Stiftung Rehabilitationszentrum Berlin-Ost ein ca. 100.000 m² großes bis dahin brachliegendes Teilstück der Anlage. Dort wurde 2019 das bundesweit größte Pferdesport- und Reittherapiezentrum fertiggestellt. Neben Ställen für 90 Pferde mit verschiedensten Auslauf- und Weideflächen entstanden Reithallen und Außenreitplätze für Therapie-, Freizeit- und Sportangebote.

## Denkmal- und Naturschutz
Die Trabrennbahn Karlshorst steht als Ensemble unter Denkmalschutz, darunter die Eingangsbauten, die Tribüne, der Zielrichterturm, der Rundstall und das Waagegebäude sowie das Reiterdenkmal.
Der südliche Teil der Anlage grenzt an die Wuhlheide und ist als besonders geschütztes Biotop registriert. Hier befindet sich ein Moorgebiet. Der nördliche Teil ist als Biotop mit dem Biotopstatus „extrem hoch“ ausgewiesen.

## Zukunftspläne
Im Jahr 2020 wurde ein städtebauliches Konzept zur Entwicklung des Geländes der Trabrennbahn durch den Bezirk, den Eigentümer und das Planungsbüro vorgestellt. Danach soll der Trabrenn- und Pferdesport am Standort gesichert und eine zusätzliche Sportfläche innerhalb des Geläufs angelegt werden. Auf dem Gelände sollen vier- und fünfgeschossige Wohnhäuser mit 500 Wohnungen und 44.000 m² Gewerbeflächen entstehen.
Die Pläne stoßen unter vielen Einwohnern Karlshorsts auf Widerstand. Die Zukunft des Geländes ist weiterhin ungeklärt (Stand: 2025).

## Veranstaltungen
- Monatlich gibt es durchschnittlich ein bis zwei Rennveranstaltungen auf der Trabrennbahn (Stand 2023).[25]
- Am 3. Oktober 2018 fand Berlins größter Trödelmarkt, der Berliner Riesenflohmarkt, mit rund 500 Anbietern erstmals auf der Trabrennbahn Karlshorst statt.[26] Seit 2021 wird er an jedem ersten Wochenende eines Monats als Antik-Flohmarkt veranstaltet.[27]
- Seit 2021 findet zweimal jährlich die Ostpro auf der Trabrennbahn statt, eine Verkaufsmesse, auf der mehr als 100 Unternehmen aus den neuen Bundesländern ihre Produkte, Spezialitäten und Dienstleistungen präsentieren.[28]
- Seit 2017 findet hier jährlich der Muddy Angel Run statt.[29]

- In den Jahren 2013 und 2019 war die Trabrennbahn Austragungsort der Weltmeisterschaft der Islandpferde.[30]
- Bis 2016 wurden hier jedes Jahr im Juni die Deutsch-Russischen Festtage veranstaltet.

## Film
- Siegquote 180: Fernsehfilm der Kriminalfilmreihe Polizeiruf 110, in dem die Trabrennbahn Karlshorst Hauptdrehort war (1973)
- Schnelles Glück: DEFA-Dokumentarfilm unter der Regie von Petra Tschörtner (1988)[31][32]